# Берёзовая (гора на берегу Верх-Нейвинского пруда)
Берёзовая — лесистая гора на Среднем Урале, в окрестностях посёлка Верх-Нейвинского Свердловской области России. На восточном отроге горы расположены скалы Вороний Камень.

## География
Берёзовая гора расположена на Среднем Урале, к востоку от Уральского хребта, на юго-восточном берегу Верх-Нейвинского пруда.
Гора покрыта берёзовым лесом, отчего образовано её название, окружена сосново-берёзовыми лесами. Высота вершины — 385 метров. Восточнее вершины проходит граница между двумя административно-территориальными единицами Свердловской области: ЗАТО городом Новоуральском и Невьянским районом. Административная граница в данном месте соответствует границе между двумя муниципальными образованиями: Новоуральским городским округом и Невьянским муниципальным округом. На восточном отроге Берёзовой горы, чуть северо-восточнее другой вершины, расположены гранитные скалы-останцы Вороний Камень. Расстояние от вершины Берёзовой горы до Вороньего Камня составляет приблизительно один километр.
Берёзовая гора расположена примерно посередине между посёлками Верх-Нейвинским и Таватуем. Их соединяет лесная Старая Таватуйская дорога, которая огибает гору с западной и южной сторон. По этой дороге во времена Гражданской войны проходили воины Чехословацкого корпуса, в память о которых на дороге у берега пруда сооружён крест.
Берёзовую гору на берегу Верх-Нейвинского пруда не следует путать с двумя одноимёнными горами Невьянского района: Берёзовой горой в посёлке Верх-Нейвинском и Берёзовой горой в окрестностях пристанционного села Таватуй.